# برجك (فردوس)
برجك (بالإنجليزية: Borjak, South Khorasan)‏ هي مستوطنة تقع في Howmeh Rural District في إيران.